# Manu Tupou
Manu Tupou (Lomaloma, Fiyi, 5 de enero de 1935-Los Ángeles, 5 de junio de 2004) fue un actor, escritor, director, y profesor de interpretación estadounidense.   

## Biografía
Nacido en Lomaloma, Fiyi, recibió el título de Bachelor of Arts por las Universidades de Hawái y Londres.
Estudió interpretación y trabajó en Nueva York con profesores de la talla de Lee Strasberg, Stella Adler, Uta Hagen, Harold Clurman y Sanford Meisner. Fue graduado de honor de la American Academy of Dramatic Arts y miembro del Actors Studio, ambas instituciones con sede en Nueva York. 
Su carrera artística se inició cuando fue descubierto por la directora de casting Marion Dougherty al verle en una fotografía turística de Fiyi en la cual posaba junto a una doble de Dinah Shore, artista que en aquel momento se encontraba rodando un especial navideño en el país. Tras diversas vicisitudes, el actor fue llevado a Hollywood, a los estudios Samuel Goldwyn. 
En Nueva York estudió en el Actors Studio con actores de la talla de Al Pacino, Robert De Niro y Shelley Winters, desarrollando finalmente su propia técnica de actuación. Manu Tupou desarrolló lo que se llamó "New Era Acting Technique" (NEAT), o Técnica de Actuación de Nueva Era. Su actuación más memorable en la pantalla grande, fue al interpretar al jefe Sioux "Mano Amarilla" en la galardonada cinta de aventuras "Un hombre llamado Caballo" de 1970, protagonizada por Richard Harris.
Desde finales de los años setenta, enseñó interpretación en la American Repertory Company, enfocándose intensamente en cada individuo en particular, no dejando nunca que las clases tuvieran más de 12 estudiantes al mismo tiempo. Entre sus alumnos figuraron los actores Eric Roberts, Ernie Reyes Jr., Calvin Levels, Santino Ramos, Jerri Manthey, Arash Dibazar, y Corin Nemec, entre otros.
Manu Tupou falleció en 2004 en Los Ángeles, California.

## Carrera

### Broadway y giras nacionales[3]
- Otelo - Otelo
- Indians, de Arthur Kopit - Sitting Bull
- Annie Get Your Gun - Jefe Sitting Bull
- Captain Brassbound's Conversion
- Ifigenia en Áulide - Rey Agamenón
- Black Elk Speaks - Black Elk

### Cine[4]
- Hawaii - narración/coprotagonizada como Príncipe Keoki
- Un hombre llamado caballo - Jefe Yellowhand
- Extraordinary Seaman
- Hurrucane
- King Zabu - King Zabu
- Love Affair – con Warren Beatty y Annette Bening

### Televisión[4]
- Hawaii Five-O
- La Isla de la Fantasía
- Magnum P.I.
- The A-Team
- Hill Street Blues
- Vega$
- Barney Miller